# مارجوری اسکاردینو
مارجوری اسکاردینو (انگلیسی: Marjorie Scardino؛ زادهٔ ۲۵ ژانویهٔ ۱۹۴۷) مدیر کارآفرین بریتانیایی زاده آمریکا است. او مدیر عامل اجرایی پیشین پیرسون است. اسکاردینو در دوران تصدی خود در پیرسون، به عضویت هیئت امنای آکسفام درآمد.